# Super Dead Heat
Super Dead Heat (スーパーデッドヒート?, Sūpā Deddo Hīto) è un videogioco di automobilismo per arcade sviluppato e pubblicato dalla Taito nel 1985. È un remake di Fisco 400, edito dalla stessa compagnia nel 1977.

## Modalità di gioco
Lo scopo di Super Dead Heat è completare un diverso numero di giri sui nove circuiti disponibili con macchine monoposto miniaturizzate il più velocemente possibile rispetto ai propri avversari. I tracciati sono mostrati in pianta e possono quindi essere visti nella loro interezza e senza dover scorrere. Ci sono sempre quattro auto di un diverso colore (rosso, blu, verde e giallo) in movimento contemporaneamente; quando non ci sono utenti che inseriscono crediti il computer controlla auto bianche. Ogni giocatore controlla il proprio veicolo stando fermo, utilizzando il proprio volante e il pedale dell'acceleratore.
Il titolo dà la possibilità ai giocatori, prima dell'inizio di una gara, di usare il volante per selezionare tra quattro tipi di parti della pista e modificarne il layout (il computer lo cambia anche ma in modo casuale). Tra gli ostacoli da prestare attenzione in partita vi sono pozzanghere, zone di scivolamento, barricate e rocce che cadono.
Di tanto in tanto sulla strada compaiono diversi power-up (indicati con lettere dell'alfabeto) che permettono di potenziare gradualmente la propria vettura. Essi sono raccoglibili passandoci sopra e migliorano l'accelerazione o le sospensioni, aumentano la velocità massima e irrobustiscono la carrozzeria. In caso di collisione con una roccia o una caduta in acqua, tutti i power-up acquisiti in quel momento andranno perduti.
Infine, quando anche l'ultimo percorso viene superato, verrà virtualmente consegnato un certificato di encomio e il punteggio totale sarà inserito nella Top 50 dei migliori giocatori.

## Accoglienza
In Giappone, la rivista Game Machine elencò Super Dead Heat nel numero del 1º gennaio 1986 come la terza unità arcade di maggior successo del mese.